# Шалленберг, Александер
Алекса́ндер Гео́рг Ни́колас Ша́лленберг (нем. Alexander Georg Nicolas Schallenberg; род. 20 июня 1969, Берн, Швейцария) — австрийский государственный и политический деятель. Министр иностранных дел Австрии с 3 июня 2019 по 3 марта 2025 года. Федеральный канцлер Австрии с 11 октября по 6 декабря 2021 года. 10 января 2025 года Шалленберг был приведён к присяге в качестве временного канцлера Австрии и сформировал свой второй кабинет.
Член семьи Шалленбергов и выпускник Европейского колледжа, Шалленберг был профессиональным дипломатом, который стал наставником Себастьяна Курца, когда последний стал министром иностранных дел. Курц назначил его директором по стратегическому внешнеполитическому планированию и главой европейского департамента. Шалленберг вошёл в состав кабинета министров в качестве министра иностранных дел в 2019 году. После того, как Курц объявил о своей предстоящей отставке 9 октября 2021 года, АНП предложило Шалленбергу заменить его на посту канцлера Австрии; он был приведён к присяге 11 октября 2021 года.
Шалленберг объявил о своей отставке 2 декабря 2021 года, после менее чем двух месяцев пребывания в должности.

## Биография
Александер Шалленберг родился в 1969 году в Берне. Будучи сыном австрийского посла, рос в Индии, Испании и Париже. С 1989 по 1994 год изучал право в Венском университете и Парижском университете II Пантеон-Ассас. После его окончания продолжил обучение в Европейском колледже до 1995 года. В 1997 году поступил на службу в министерство иностранных дел Австрии.
В 1997 году Шалленберг поступил на австрийскую дипломатическую службу. С 2000 по 2005 год работал в Постоянном представительстве Австрии при Европейском Союзе в Брюсселе, возглавлял юридический отдел. В 2006 году он стал представителем Урсулы Плассник, коллеги по Европейскому колледжу и министра иностранных дел. Когда Себастьян Курц был министром иностранных дел, Шалленберг был назначен директором по стратегическому внешнеполитическому планированию в 2013 году. Первоначально планировалось, что он станет послом в Индии в 2014 году, но он решил остаться в министерстве иностранных дел, чтобы работать с новым министром иностранных дел. Шалленберг считался неопытным наставником Курца, который мало знал о внешней политике, что, в свою очередь, продвинуло его на более высокие должности. В 2016 году Шалленберг возглавил европейский департамент Министерства иностранных дел.

## Политическая карьера
3 июня 2019 года сменил Карин Кнайсль на посту министра иностранных дел Австрии, технократическом кабинете Бригитте Бирляйн, он сохранил свой пост во втором кабинете Себастьяна Курца, который был приведён к присяге 7 января 2020 года, куда был выдвинут АНП.
После отставки Себастьяна Курца 9 октября 2021 встал во главе правительства Австрии. Приведён к присяге Федерального канцлера Австрии 11 октября.

### Канцлер
После того, как 9 октября 2021 года Курц объявил, что ожидает своей отставки в результате расследования коррупции, АНП предложила назначить Шалленберга его преемником на посту канцлера Австрии.
Шалленберг был приведён к присяге в качестве канцлера 11 октября 2021 года президентом Александром Ван дер Белленом. Во время своего первого официального назначения он назначил Майкла Линхарта, кадрового дипломата и посла во Франции, чтобы заменить его на посту министра иностранных дел.
В ноябре 2021 года Шалленберг объявил, что вакцина от COVID-19 станет обязательной в Австрии с февраля 2022 года. Это была первая европейская страна, санкционировавшая вакцинацию.
2 декабря 2021 года, всего через семь недель после вступления в должность и спустя лишь несколько часов после того, как его предшественник на посту канцлера и лидер правящей Австрийской народной партии Себастьян Курц объявил о своей отставке со всех политических постов, Шалленберг заявил о намерении уйти в отставку. Он заявил: «Я придерживаюсь твёрдого мнения, что оба поста — главы правительства и федерального председателя партии, набравшей в Австрии наибольшее количество голосов, — должны быть быстро воссоединены в одних руках», уточнив, что никогда не ставил перед собой цель возглавить АНП.

### Министр иностранных дел

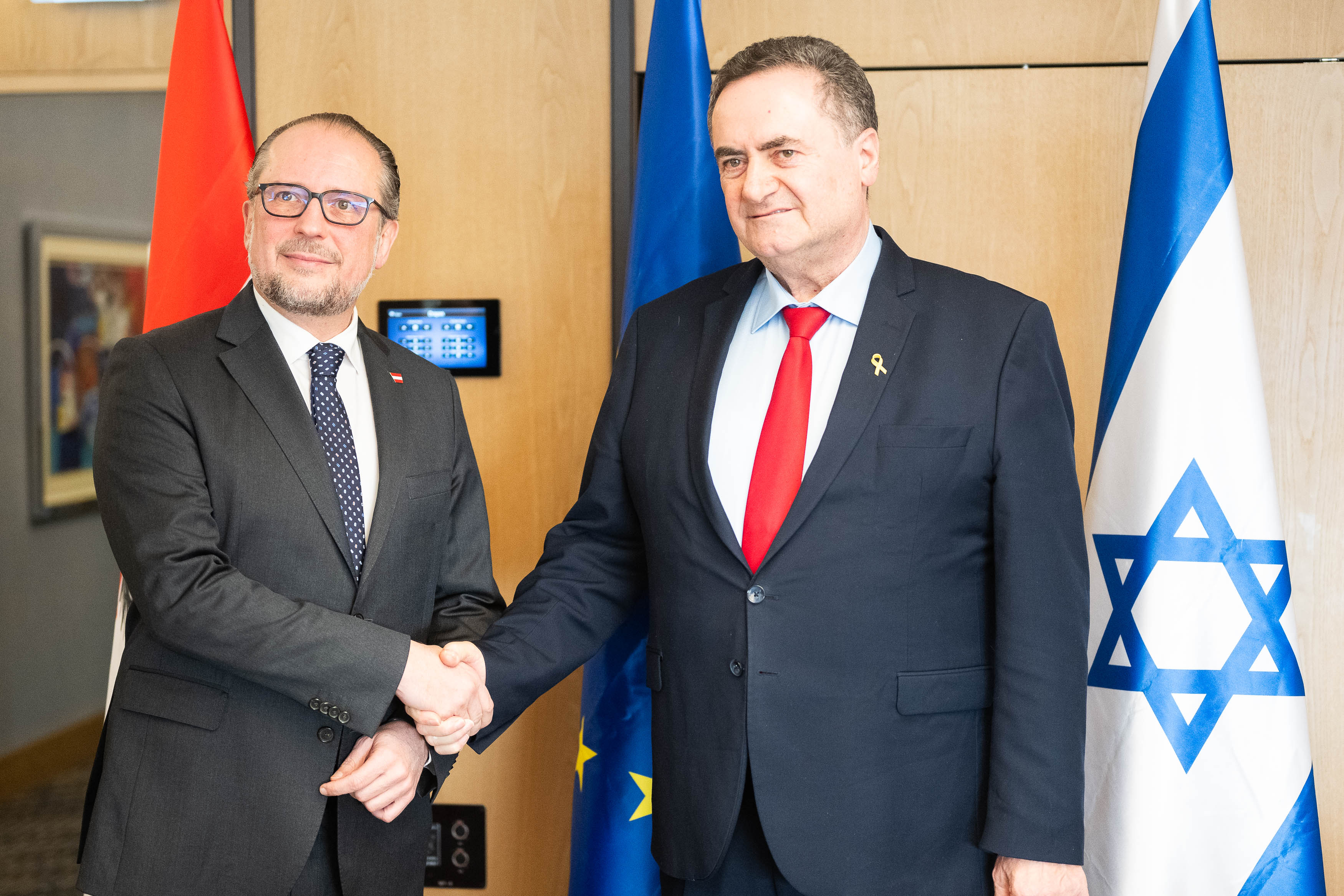
Шалленберг с министром иностранных дел Израиля Исраэлем Кацем в Тель-Авиве, Израиль, 27 февраля 2024 года

Участвовал в прениях на 78 сессии Генеральной ассамблеи ООН.
9 октября 2023 года Шалленберг объявил о приостановке предоставления помощи в размере 19 миллионов евро (20 миллионов долларов) палестинским районам в ответ на нападение ХАМАСА на Израиль и заявил, что пересмотрит свои существующие проекты в Палестине. Он также сказал, что вызовет иранского посла, чтобы обсудить «отвратительную реакцию» Ирана на это нападение.
В 2025 году президент Александр Ван дер Беллен во второй раз назначил Шалленберга временным канцлером с 10 января, после отставки Карла Нехаммера.

## Награды
- Орден Заслуг Княжества Лихтенштейн (2019)[16]
- Орден «За заслуги перед Итальянской Республикой» (2019)[17]

## Другие действия
С 2020 года Шалленберг является покровителем Национального фонда помощи жертвам национал-социализма Австрийской Республики.